# They Don't Care About Us
«They Don't Care About Us» —en español: «Nosotros no les importamos»— es una canción del cantante estadounidense Michael Jackson incluida en su noveno álbum de estudio, HIStory: Past, Present and Future, Book I, de 1995. Es una canción de protesta y sigue siendo una de las piezas más controvertidas que Jackson haya compuesto. En los Estados Unidos, el escrutinio de los medios en torno a las acusaciones de letras antisemitas fue el catalizador para que Jackson emitiera múltiples aclaraciones, una disculpa, la defensa del director Spike Lee y relanzara la canción con una nueva voz y letras alteradas. El cantante contrarrestó las acusaciones de antisemitismo, argumentando que «las críticas habían malinterpretado el contexto de la canción, ya sea involuntaria o deliberadamente».
«They Don't Care About Us» fue acompañada por dos videos musicales dirigidos por Spike Lee. La primera fue rodada en dos localizaciones de Brasil, en Pelourinho, el centro histórico de la ciudad de Salvador, y en una favela de Río de Janeiro llamada Dona Marta, donde las autoridades estatales habían intentado prohibir toda producción por temor a que el video dañara su imagen, la zona y las perspectivas de que Río de Janeiro organizara los Juegos Olímpicos de 2004. Aun así, los residentes de la zona estaban felices de ver al cantante, con la esperanza de que sus problemas se hicieran visibles para un público más amplio. El segundo video fue filmado en una prisión y contenía múltiples referencias a abusos contra los derechos humanos.
Comercialmente, la canción se convirtió en un éxito, alcanzando la posición diez en todos los países europeos y número uno en la República Checa, Alemania, Hungría e Italia. En los Estados Unidos, la canción alcanzó el puesto número 30 en el Billboard Hot 100. Fue interpretada como parte de un popurrí con «Scream» y «In the Closet» durante la tercera y última serie de conciertos de Jackson, el HIStory World Tour, que se desarrolló de 1996 a 1997. La canción iba a ser interpretada en la serie de conciertos, This Is It en The O2 Arena en Londres desde julio de 2009 hasta marzo de 2010, pero los espectáculos fueron cancelados debido a su repentina muerte el 25 de junio de 2009.
La canción ganó renovada atención y relevancia debido a su uso durante las protestas de Black Lives Matter en 2014 y 2015, y nuevamente en 2020.

## Música y composición
La canción comienza con un grupo de niños cantando el coro, «Todo lo que quiero decir es que realmente no les importamos». Entre las líneas del coro, un niño canta: «No te preocupes por lo que diga la gente, sabemos la verdad», después de lo cual otro niño dice: «¡Ya es suficiente con esta basura!». Se toca en la tonalidad de re menor y la cifra de compás de la pista es 4/4. La canción, que se cita como una «canción pop», tiene un tempo moderadamente lento de 90 pulsos por minuto. Los instrumentos utilizados incluyen sintetizadores, percusión y guitarra.